# Mazowiecki Rajd Weteranów Szos
Coroczny Mazowiecki Rajd Weteranów Szos jest imprezą przeznaczoną dla wielbicieli starych motocykli. Rajd odbywa się w Mińsku Mazowieckim pod koniec maja. Organizatorem Rajdu jest Klub Dawnych Motocykli MAGNET, a współorganizatorem Miejski Dom Kultury w Mińsku Mazowieckim.
Więcej informacji na temat kolejnej edycji, oraz zdjęcia z poprzednich Rajdów, znajduje się na stronie Klubu:
Strona domowa Klubu